# 线叶八月瓜
线叶八月瓜（学名：Holboellia linearifolia），为木通科八月瓜属下的一个植物种。